# WIRmachenDRUCK Arena
Die WIRmachenDRUCK Arena ist ein Fußballstadion im Ortsteil Großaspach der baden-württembergischen Gemeinde Aspach und dort Teil des Sportparks Fautenhau. Das 10.001 Zuschauer fassende und 2011 eröffnete Stadion ist Heimspielstätte des Fußballvereins SG Sonnenhof Großaspach.

## Sportpark Fautenhau

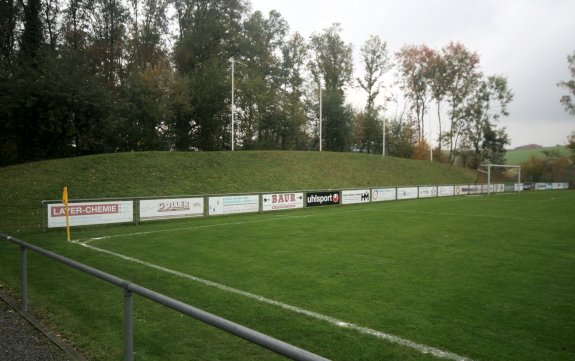
Der untere Platz im Sportpark Fautenhau im Oktober 2007 vor dem Umbau

Das Stadion ist Teil des Sportparks Fautenhau. Der untere Platz war ehemals das Hauptspielfeld im Fautenhau, das im Zuge der Umbaumaßnahmen ab 2009 um 1,50 Meter tiefergelegt wurde. Außerdem sind das Vereinsheim der SG Sonnenhof und ein in eine der Tribünen integriertes Blockhaus im kanadischen Stil Teil der Arena.

## Umbau ab 2009
Da die Anlage nach dem Aufstieg der SG Sonnenhof Großaspach in die Regionalliga den Anforderungen des Deutschen Fußball-Bundes an Regionalligastadien nicht entsprach, wurde der Sportpark Fautenhau ab Sommer 2009 umgebaut und regionalligatauglich gemacht.
Finanziert wurde das Stadion von einer Investorengruppe, zu der auch die Schlagersängerin Andrea Berg und die Fußball-Profis Aljaksandr Hleb und Mario Gómez gehören. Die auf ca. 6,5 Millionen Euro kalkulierten Kosten stiegen auf über 10 Millionen Euro an. Während der Umbauarbeiten trug die SG Sonnenhof Großaspach ihre Spiele im Frankenstadion Heilbronn aus.

## Name
Vom 1. Juli 2011 bis zum 30. Juni 2014 trug das neu entstandene Stadion den Namen Comtech Arena, benannt nach der Comtech  GmbH. Am 3. Juli 2014 wurde bekanntgegeben, dass die Mechatronik Fahrzeug- und Motorentechnik GmbH neuer Namenssponsor und das Stadion in Mechatronik Arena umbenannt wird. Mitte Dezember 2019 wurde bekannt, dass das Stadion ab Januar 2020 den Sponsornamen „WIRmachenDRUCK Arena“, nach der Online-Druckerei WIRmachenDRUCK, tragen wird. Der Vertrag trat zum 1. Januar 2020 in Kraft und ist zunächst auf vier Jahre ausgerichtet. Offizieller Start der Partnerschaft war am 3. Februar 2020 beim ersten Heimspiel der Rückrunde gegen die Würzburger Kickers.

## Veranstaltungen

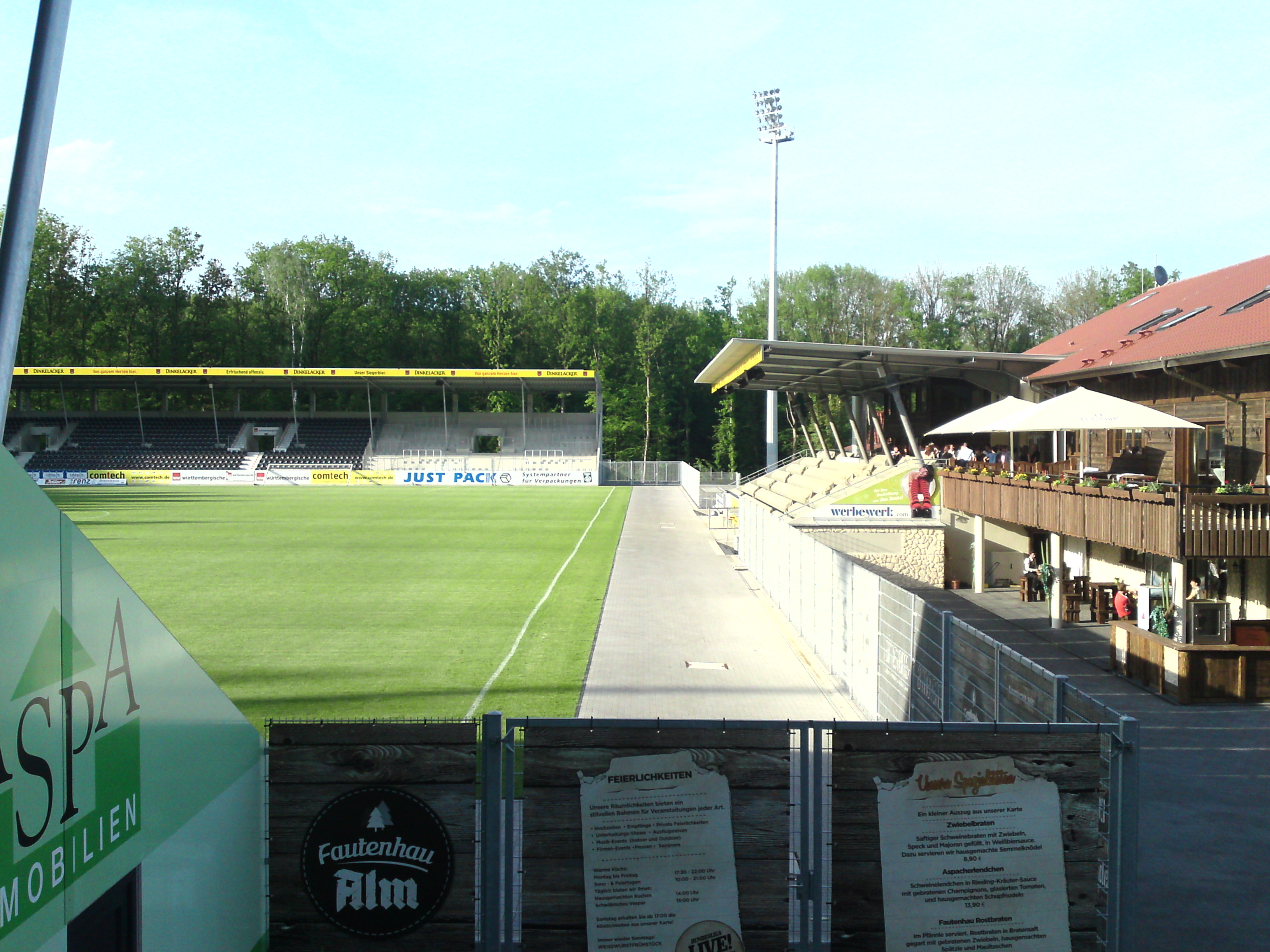
Blick auf das Blockhaus (2012)

Den bisherigen Rekordbesuch bei Fußballspielen von 10.000 Zuschauern im ausverkauften Stadion gab es beim Testspiel zwischen der SG Sonnenhof Großaspach und dem FC Bayern München im Juli 2013. Die meisten Besucher eines Pflichtspiels gab es am 4. Dezember 2015 gegen die SG Dynamo Dresden, bei dem die Arena mit 9.750 Plätzen ausverkauft war. Dies überbot den Rekord aus der Vorsaison am 13. September 2014, als 7.329 Zuschauer sich ebenfalls die Drittligapartie gegen Dresden anschauten. Zuvor lag die Rekordmarke am 5. August 2014 bei 6.421 Menschen, die das Drittligaspiel gegen die Stuttgarter Kickers sehen wollten. Gegen die Stuttgarter Kickers waren 5.712 Zuschauer im Regionalliga-Spitzenspiel am 4. Dezember 2011 zugegen.
Neben Fußballspielen wird die Anlage auch für Open-Air-Konzerte, Comedy- und Sportveranstaltungen genutzt. So wird dort jährlich ein Konzertwochenende mit Andrea Berg veranstaltet, daneben fanden bereits Konzerte von Peter Maffay und David Garrett und auch das WFV-Pokalfinale 2013 dort statt. Außerdem trug der VfB Stuttgart sein Heimspiel in der 3. Qualifikationsrunde der UEFA Europa League 2013/14 gegen Botew Plowdiw am 8. August 2013 in Großaspach aus, weil die Mercedes-Benz Arena aufgrund von Vorbereitungen auf ein Konzert von Robbie Williams nicht zur Verfügung stand. In der Drittliga-Saison 2014/15 trug die zweite Mannschaft des VfB Stuttgart ihre Heimspiele in der damaligen mechatronik Arena aus, da das Gazi-Stadion auf der Waldau, die eigentliche Drittliga-Spielstätte des VfB II, umgebaut wurde. Nach der Rückkehr in die 3. Liga trägt die Zweitvertretung des VfB in der Saison 2024/25 erneut ihre Heimspiele in dem Stadion aus.
Am 24. Oktober 2017 fand ein Qualifikationsspiel zur Fußball-Weltmeisterschaft der Frauen 2019 der deutschen Mannschaft gegen die Elf der Färöer im Stadion in Großaspach statt, welches Deutschland 11:0 gewann.
Da die Schweizer Nationalmannschaft das seit 2015 übliche Endspielstadion, das Stuttgarter Gazi-Stadion auf der Waldau im Zuge der EM-Endrunde als Trainingsstätte nutzte, wurde die Arena für den WFV-Pokal-Wettbewerb 2023/24  als Finalstadion genutzt.